# 1940年度巡洋戦艦試案
| オランダ海軍1940年巡洋戦艦計画 | オランダ海軍1940年巡洋戦艦計画 |
| ------------------------------ | --- |
|                                | |
| 艦級概観                       | |
| 艦種                           | 巡洋戦艦 |
| 艦名                           | 不明 |
| 前級                           | デ・ゼーヴェン・プロヴィンシェン (海防戦艦) orゲルマニア 1914年案 |
| 次級                           | |
| 性能諸元                       | |
| 排水量                         | 基準：27,950トン 常備：28,065トン 満載：30,960トン |
| 全長                           | 237.1m 235.0m（水線長） |
| 全幅                           | 30.4m |
| 吃水                           | 7.8m |
| 機関                           | 形式不明重油専焼水管缶8基 ＋ギヤード･タービン4基4軸推進 |
| 最大 出力                      | 180,000hp |
| 最大 速力                      | 34.0ノット |
| 航続 距離                      | 20ノット/4,500海里 |
| 燃料                           | 重油：4,500トン |
| 乗員                           | 1,050名 |
| 兵装                           | クルップ 1940年型 28cm（54.5口径）三連装砲3基 ボフォース 1928年型 12cm（50口径）連装速射砲6基 ボフォース 4cm（56口径）連装機関砲7基 2cm（-口径）単装機銃8基 |
| 装甲                           | クルップ鋼製 舷側：225mm（水線部主装甲、25度傾斜）、15～30～40mm（艦首部）、30mm（艦尾部）、40mm（水線下隔壁） 甲板：30mm（最上甲板）、25+75mm（主甲板） 主砲塔：250mm（前盾） 主砲塔：250mm（前盾）、200mm（側盾）、150mm（天蓋） 主砲バーベット部：250mm（甲板上部）、200mm（甲板下部）、40mm（主甲板下部） 副砲塔：80mm（前盾・側盾）、125mm（天蓋） 副砲バーベット部：75mm（甲板上部）、60mm（甲板下部） 機関砲防盾：40mm 司令塔：300mm（側盾） 150mm（天蓋） |
| 航空兵装                       | 水上機2機 カタパルト1基 |
| 同型艦                         | 3隻（未成） |

オランダの巡洋戦艦建造計画（おらんだのせんかんけんぞうけいかく）として、オランダが1930年代末期に建造を企画したものの、第二次世界大戦の西部戦線におけるドイツ侵攻とオランダの敗戦と本土占領により実現に至らなかった巡洋戦艦について本項に記述する。
本級は極東のオランダ領東インドを防衛するため、仮想敵国の大日本帝国が保有する優秀な巡洋艦艦隊や、金剛型戦艦に対抗することを企図した。1938年当時は友好関係を保っていたドイツとその海軍に協力を仰いだため、シャルンホルスト級戦艦に類似した艦型と性能である。またイタリア王国からも指導をうけ、同海軍のリットリオ級戦艦の見学を許されるなど種々の便宜を図ってもらった。
このオランダ巡洋戦艦整備計画は日本海軍も察知し、海軍省が警戒を表明していた。

## 背景
近代から第二次世界大戦までのオランダ海軍の基本方針は以下のようなものであった。
- 本国：機雷と水雷艇で要港の防御を固める
- 植民地：国家の資金源であるため、優先的に主力艦や潜水艦を配備し、きな臭いアジア情勢に備える
- イギリスが極東植民地（イギリス領マラヤ）や香港防衛の戦略拠点としてシンガポールを軍事基地として整備しており、仮想敵国が南進した場合はイギリス海軍と協力する[6]
- アメリカ合衆国はフィリピン植民地（合衆国アジア艦隊の拠点）、フランスは仏印、イタリア王国は上海市などを通じて極東に影響力を持っているので、列強各国と協調する。
- 日本の南進を警戒しており、かつオランダ領東インドと地理的に密接しているイギリス連邦（オーストラリア、ニュージーランド）と協力する

オランダは国力の問題から本国と植民地の両方に充分な兵力を配備することは不可能であるため、資源の少ない本国より実入りの良い植民地の防衛に戦力を割くという、欧州の国としては珍しい選択肢を取っていた。海防戦艦等の大型艦や軽巡洋艦、駆逐艦の大部分は植民地防護に回され、またオランダ領東インド（蘭印）向けに小国としては有力な艦が計画されていた。ところが1938年9月30日のミュンヘン会談で、列強（イギリス、フランス、イタリア）がナチス・ドイツに宥和政策をとってチェコスロバキアを見捨てたことは、オランダに衝撃を与えた。さらにアメリカ合衆国がフィリピン独立法によりフィリピンを独立させたあと、極東から手を引くとの観測がひろまった。オランダは独自の軍備をおこなう必要にせまられ、海軍の建艦政策にも影響を与えた。

## 1940年巡洋戦艦案
第一次世界大戦後、戦艦の建造について再び研究が進められた。日本海軍が計画していた八八艦隊（戦艦8隻、巡洋戦艦8隻）に対し、補助艦艇（駆逐艦、水雷艇、潜水艦）を基幹戦力とするオランダ海軍が独力で対抗する事は不可能であり、イギリス海軍の主力艦隊を極東に回航してもらうしか対処手段がなかった。
だが1922年2月のワシントン海軍軍縮条約の結果、戦艦の建造がストップする。日本を含めて列強各国は現有領土（勢力圏）の保有と維持で合意し、オランダも一息ついた。この軍縮条約では主力艦を「口径8インチ（約20センチ）砲を越え、最大排水量が1万トンを超えるもの」と定義したため、新たな艦種「8インチ砲搭載、1万級巡洋艦」が登場した。
海軍休日がはじまったが、ヴァイマル共和政下のドイツが1929年2月より画期的装甲艦「ドイッチュラント」の建造を開始し、ヴェルサイユ条約の制限内においてもドイツ海軍の再興が始まると状況は変わった。このドイッチュラント級装甲艦はポケット戦艦と呼ばれる。
1万トン級の船体に11インチ（28センチ）砲6門（三連装砲塔2基）を搭載し、ディーゼルエンジンの採用によって公称速力26.5ノット（実際は28ノット）と長大な航続力を獲得、「8インチ砲搭載1万トン級巡洋艦では歯が立たず、低速の戦艦では捕捉できない」存在として、世界の注目を集めた。ポケット戦艦に対抗するためフランスがダンケルク級戦艦を建造したのを発端に、ヨーロッパで建艦競争が再燃する。
1930年4月22日、列強はロンドン海軍軍縮条約を締結し、この条約により巡洋艦は重巡洋艦（A級巡洋艦、甲級巡洋艦）と軽巡洋艦（B級巡洋艦、乙級巡洋艦）に分類された。しかし既述のように、ポケット戦艦に対抗できる存在ではなかった。列強海軍が建造するであろう重巡洋艦の備砲は最大で8インチ＝20.3cmであり、オランダの既存巡洋艦（ジャワ級）や建造予定の軽巡（デ・ロイテル）が採用している15cm砲では射程が劣るため、アウトレンジされる可能性が高かった。海防戦艦は主砲が28.3cmであり重巡洋艦に対して火力の面では対抗できるが、速力が遅いので自らの有利な状況で相手と戦闘を行うということは期待できなかった。そしてドイツ海軍の28cm砲を主砲とするドイッチュラント級に対抗可能なオランダ戦闘艦は存在しなかった。
それに加えて1930年代に極東における日本が支那事変（日中戦争）に代表されるような覇権主義的外交姿勢を取るようになった。なおかつ、列強国間で日本海軍が独自のポケット戦艦（超大型巡洋艦）を建造するという推測が広まった。
アメリカ海軍に至っては幻の日本ポケット戦艦に対抗するため、1940年1月に超大型巡洋艦の計画を正式発表、アラスカ級大型巡洋艦を建造した程である。この日本版ポケット戦艦は、12インチ（30センチ）砲搭載、排水量15,000トン、速力30ノット以上（報道によっては40ノット）と推定された。対抗するためには、強力な巡洋戦艦が必要とされた。
1938年9月のミュンヘン協定により、オランダは戦略の見直しを迫られた。1939年には新たな建艦計画を練る。まず8,000トン級軽巡洋艦2隻の建艦を下令した。
1940年4月、26,500トン級巡洋戦艦3隻の整備計画が承認された。
これが本案である。1945年以降の完成を目指しており、オランダ領東インドでは目先に迫った危機に対し外交を重視すべきとの論調もあった。
フランス海軍のダンケルク級戦艦はポケット戦艦狩りに適した艦級であったが、フランスの情報統制によりオランダ海軍の参考にならなかった。つづいて巡洋戦艦の設計を国交関係修復の意味をこめてナチス・ドイツに依頼したが、全面的な協力は得られなかった。最後にイタリア王国が種々の便宜をはかってくれた。建造中の最新鋭戦艦「ヴィットリオ・ヴェネト」の見学を許可した上に、ドイツ艦艇の情報もオランダ側に譲渡したのである。
こうして纏められたオランダ巡洋戦艦の外観はシャルンホルスト級戦艦に似ていたが、船体構造はアメリカ式とイタリア式の混在で、防御力も傾斜装甲を採用するなどシャルンホルスト級よりも進んでいた。本案が対抗すべき艦として想定されたのは、日本海軍の新型戦艦（43,000トン級、8隻建造と推定）ではなく、条約型重巡洋艦やポケット戦艦であった。その為、主砲には過去の海防戦艦で実績のある28cm砲を採用することになっていた。
1944年までに3隻を建造する計画だったが、1940年5月10日にドイツはオランダに宣戦布告する。ドイツ軍の侵攻を受けオランダ本国は占領され、オランダ政府はイギリスに亡命した。本案も実現することなく終わった。

## 艦形
本案の船体形状は平甲板型船体である。強く傾斜したクリッパー・バウから艦首甲板上に主砲の「1940年型 28cm（54.5口径砲」を三連装式砲塔に収めて背負い式に2基、その後方に頂上部に大型の測距儀を配置した近代的な箱型艦橋の後方に簡素な単脚式のマストが1本立ち、船体中央部の2本煙突は機関のシフト配置のため前後に離されて配置しており、その間は水上機運用施設となっており、1番煙突基部に設けられた水上機格納庫には水上機2機が格納でき、船体中央部に首尾線方向に垂直に埋め込まれた固定式カタパルトにより射出される。艦載機の運用は船体中央部に片舷1基ずつ設置されたグース･ネック（鴨の首）型クレーンにより運用され、2番煙突基部に並べられた艦載艇の運用に使用される設計であった。2番煙突の後方に測距儀を配置した後部見張り所が設けられ、後部甲板上に後向きに3番主砲塔が1基配置された。左右の舷側甲板上には副砲の「12cm（50口径）速射砲」が連装式の副砲塔に収められ、1番煙突の側面に前向きに背負い式で2基と3番煙突の側面に後向きに1基で片舷3基の計6基を配置した。対空兵装の「4cm（56口径）機関砲」は連装砲架で艦橋中部の四隅に4基、後部見張り所の前方に並列で2基、後方に後向きに1基の計7基を配置した。この武装配置により艦首方向に最大で28cm砲6門・12cm砲8門・4cm砲4門、舷側方向に最大で28cm砲9門・12cm砲6門・4cm砲8門、艦尾方向に最大で28cm砲3門・12cm砲4門・4cm砲6門が指向できた。

## 主砲
本案の主砲は前型に引き続き「1940年型 28cm（54.5口径）砲」を採用した。その性能は315kgの砲弾を仰角45度で42,600mまで届かせることが出来た。この砲を新設計の三連装砲塔に収めた。俯仰能力は仰角45度・俯角5度である。旋回角度は左右150度の旋回角度を持っていた。主砲身の俯仰・砲塔の旋回・砲弾の揚弾・装填は主に電力で行われ、補助に人力を必要とした。発射速度は毎分2.5発である。

## 副砲、その他備砲
本案の副砲としてスウェーデンのボフォース社の新設計の「1928年型 12cm（50口径）速射砲」を採用した。本案用に開発されたが、後にスウェーデン海軍の駆逐艦エレンスコルド級駆逐艦の主砲として採用された。その性能は24kgの砲弾を仰角30度で19,500mまで届かせることが出来た。この砲を新設計の連装砲塔に収めた。俯仰能力は仰角70度・俯角5度である。旋回角度は左右方向を0度として左右120度の旋回角度を持っていた。主砲身の俯仰・砲塔の旋回・砲弾の揚弾・装填は主に電力で行われ、補助に人力を必要とした。発射速度は毎分10発である。
他に近接対空用としてオランダ海軍の主力巡洋艦に採用されているボフォース社製「1936年型 4cm（56口径）機関砲」を連装砲架で7基、イスパノ・スイザ社の2cm機銃を単装砲架で8基装備した。

## 機関
本案においてオランダ軍艦として初の機関のシフト配置を採用した。これは、ボイラー4基とタービン2基を前後二箇所に交互に配置することにより被害時の生存性を確保する工夫である。計画出力は180,000馬力を想定し速力34ノットの俊足を発揮する予定であった。燃料の重油を4,500トン搭載した状態で速力20ノットで4,500海里を航行できる設計であった。

## 1940年度巡洋戦艦試案が登場する作品
- MC☆あくしず（2023年8月号VOL.69）

「総力特集　第二次世界大戦の未成戦艦&未成空母」
- World of Warships

　　オランダ巡洋艦第1ツリーのティア10巡洋艦として、「ハウデン・リーウ」の名称で実装。